# نقش اسرائیل در جنگ ایران و عراق

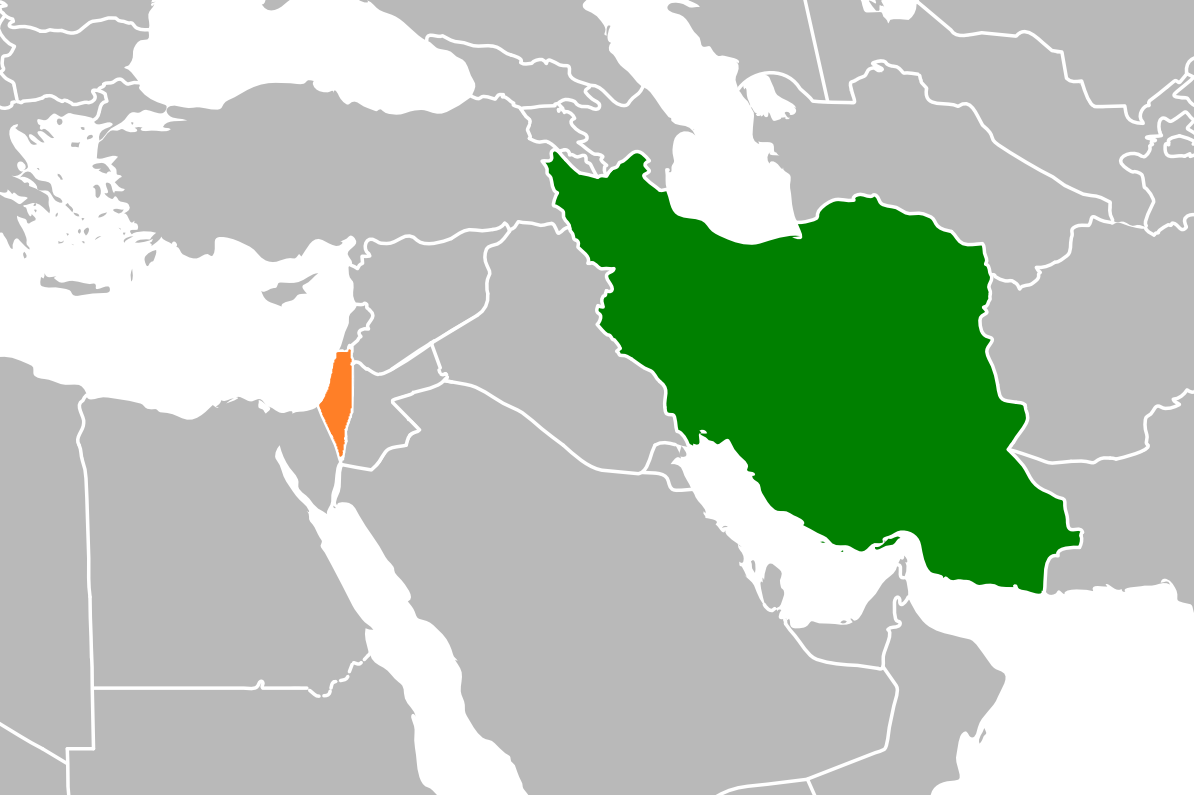
اسرائیل (نارنجی) در طول جنگ ایران و عراق یک تأمین‌کنندهٔ مهم اسلحه به شکل مخفیانه برای ایران (سبز) بود.

اسرائیل، با شروع جنگ ایران و عراق، رهبری کمک به ایران را در جنگ با عراق به‌دست گرفت و با وجود شعارهای ضد اسرائیلی شدید دولت جدید جمهوری اسلامی، ایران و اسرائیل روابط غیررسمی ولی مخفیانه‌ای با یکدیگر حفظ کردند. حمایت‌های اسرائیل از ایران شامل مداخلهٔ مستقیم نظامی با حمله به تأسیسات هسته ای عراق، فروش سلاح به ایران، میانجی‌گری برای خرید تسلیحات آمریکایی، عرضهٔ نفت ایران در بازارهای جهانی و حمایت اطلاعاتی بوده است.
حمایت‌های اسرائیل از ایران، زادهٔ «دکترین پیرامون» بود، چنان‌که در ماه مه ۱۹۸۲ آریل شارون، وزیر دفاع اسرائیل در اوایل جنگ ایران و عراق، دلیل حمایت از ایران را «باز نگه داشتن پنجرهٔ روابط دوستانه» میان دو کشور عنوان کرد و اسحاق رابین، وزیر دفاع در سال‌های پایانی جنگ، در اکتبر ۱۹۸۷ گفت «ایران بهترین دوست اسرائیل است چون رژیم خمینی تا ابد ماندنی نیست.» در سال‌های بعد، اسرائیلی‌ها گفتند که هدف کشورشان از این روابط حمایت از نظام جمهوری اسلامی نبوده، بلکه کمک به ایران در مقابله با رژیم صدام (دشمن مشترک ایران و اسرائیل) جهت ایجاد توازن در جنگ ایران و عراق بوده است. از نظر دولت مناخم بگین عراق بعد از مصر قدرتمندترین دشمن اسرائیل بود. از طرف دیگر اسرائیل با سقوط صدام مخالفتی نداشت. نظریه شارون این بود که اسرائیل در میان برخی از سرداران نظامی میانه‌روی ایرانی نفوذ پیدا کند چرا که آنها جلوی این «مجانین» را خواهند گرفت. مقامات جمهوری اسلامی به‌طور ضمنی خرید سلاح از اسرائیل را تأیید کرده‌اند، ولی چنین گفته‌اند که از مبدأ اسرائیلی اسلحه‌های آمریکایی در جریان رسوایی مک‌فارلین اطلاعی نداشته‌اند.

## فروش تسلیحات به ایران
همچنین ببینید: انهدام هواپیمای آرژانتینی برفراز ارمنستان در سال ۱۳۶۰
به‌گفتهٔ سفیر آمریکا در تل آویو در گزارشی به وزارت امور خارجه آمریکا، در مدت جنگ ایران و عراق، اسرائیل بارها از ایران درخواست‌هایی برای خرید اسلحه دریافت کرد. اسرائیل بسیاری از این درخواست‌ها را پاسخ گفت و به ایران تسلیحات فروخت. یکی از مدارکی که این موضوع را تأیید می‌کند ادعای یک اسرائیلی به نام «ناهوم مانبار» است که گفته است که در طول جنگ ایران و عراق، اسلحه‌هایی را از طریق شرکت‌هایی لهستانی، به کشور ایران فروخته است. او بعدها به جرم فروش این تجهیزات به ایران توسط دولت اسرائیل در دادگاه مجرم و محکوم شناخته گردید.
در ۱۸ ژوئیه ۱۹۸۱ مطابق با ۲۷ تیرماه ۱۳۶۰ یک فروند هواپیمای ترابری متعلق به شرکت آرژانتینی ریوپلاتن از نوع کاناداییر۴۴ برفراز ارمنستان توسط یک سوخو-۱۵ شوروی ساقط شد. سه خدمه هواپیما و یک دلال اسلحه کشته شدند و خلبان سوخو نیز با چتر نجات فرود آمد. بعد مشخص شد که هواپیما در حال حمل سلاح از اسراییل به ایران بوده است. استوارت آلن مک کافرتی اسکاتلندی و آندریاس جنی سوئیسی برای انتقال ۳۶۰ تن (۳۶۰۰۰۰ کیلوگرم؛ ۷۹۰۰۰۰ پوند) قطعات یدکی تانک و مهمات آمریکایی از تل آویو به تهران استخدام شدند. مک کافرتی با چندین شرکت هواپیمایی چارتر در آمریکا تماس گرفت و به آنها ۱۷۵۰۰۰ دلار پیشنهاد کرد تا ۱۵ در پرواز «داروهایی» را از اسرائیل به ایران حمل می‌کنند، اما هیچ‌یک از آنها علاقه ای نداشتند. در ژوئن ۱۹۸۱، خرداد ۱۳۶۰ مک کافرتی به بوئنوس آیرس سفر کرد، جایی که Transporte Aéreo Rioplatense را متقاعد کرد که یکی از هواپیماهای باری CL-44 آنها را اجاره کند.
یاکو نیمرودی دلال اسلحهٔ اسرائیلی قراردادی با وزارت دفاع ایران امضاء کرد که در آن ۱۳۵ میلیون دلار موشک از جمله موشک لانس و موشک هاوک به ایران فروخت. در ماه مارس سال ۱۹۸۲ نیویورک تایمز در مقاله‌ای نشان داد که اسرائیل در ۱۸ ماه پیش از آن مبلغی بیش از ۱۰۰ میلیون دلار سلاح به ایران فروخته است. روزنامهٔ پانوراما چاپ میلان اسنادی منتشر کرد که در آن اسرائیل به دولت جمهوری اسلامی ۴۵٬۰۰۰ مسلسل یوزی، موشک‌های ضدتانک، هویتزر و قطعات هواپیما فروخته است. بر اساس نوشتهٔ این روزنامه، بیشتر اسلحه‌های ضبط شده توسط اسرائیل از سازمان آزادی‌بخش فلسطین در جنگ ۱۹۸۲ لبنان از تهران سر درآورده است.
بر اساس نوشتهٔ جان بلوچ در سال ۱۹۸۳ اسرائیل بیش از ۱۰۰ میلیون دلار اسلحه به ایران فروخت. حجم ارسال اسلحه توسط اسرائیل به ایران آن‌قدر زیاد بود که دفتری ویژه در قبرس برای این کار تأسیس شد. یکی از مهم‌ترین دلالان این تجارت، تاجر سعودی عدنان خاشقجی بود. واسطهٔ ایران در این تجارت، منوچهر قربانی‌فر بود. در هفته‌نامهٔ قبرس در سال ۱۹۸۱ مقاله‌ای چاپ شد که نشان می‌داد فرودگاه لارناکا برای ارسال اسلحه به ایران استفاده شده است. در ۱۸ مارس ۱۹۸۲ در نیویورک تایمز مقالهٔ دیگری چاپ شد که در آن مقام‌های اسرائیلی تأیید کردند که به ایران اسلحه می‌فروشند. تریتا پارسی (رئیس سازمان نایاک) در کتاب «اتحاد خائنانه» در تأیید ملاقات مقامات ایرانی (حسن روحانی، منوچهر قربانی‌فر (دلال اسلحه)) و اسرائیلی نوشته است که با میانجی‌گری اسرائیلی‌ها، ایرانی‌ها از آمریکایی‌ها، موشک ضدتانک تاو خریداری کردند.
آریل شارون نخست‌وزیر اسرائیل در سفرش به ایالات متحده در سال ۱۹۸۲ فروش اسلحه به ایران را تأیید کرد. در یک کنفرانس خبری در پاریس در سال ۱۹۸۳ شارون گفت که اسرائیل با تأیید ایالات متحده به ایران اسلحه می‌فروشد. سفیر اسرائیل در آمریکا، موشه آرنس در سال ۱۹۸۲ گفت که فروش اسلحه توسط اسرائیل به جمهوری اسلامی با تأیید بالاترین مقام‌های دولت آمریکا صورت می‌گیرد.
در سال ۱۹۸۳ یک روزنامهٔ فرانسوی اسنادی منتشر کرد که نشان می‌داد اسرائیل ۱۳۵ میلیون دلار اسلحه به ایران فروخته است. در سال ۱۹۸۶ نیویورک تایمز مقالهٔ دیگری چاپ کرد که نشان می‌داد اسرائیل در یک قرارداد میلیارد دلاری موشک سطح‌به‌سطح به ایران فروخته است.
مدارک و شواهد به‌دست آمده حاکی از آن است که فروش این تسلیحات به ایران با موافقت و تأیید آمریکایی‌ها همراه بوده است. به‌عنوان مثال تنها در یک مورد الکساندر هیگ، نخستین وزیر امور خارجه ایالات متحده در دولت رونالد ریگان، اجازهٔ فروش قطعات جنگنده را به دولت اسرائیل ابلاغ کرد. از شروع جنگ تا پایان عملیات بیت‌المقدس، اسرائیل ۲۷ میلیون دلار تجهیزات نظامی به ایران فروخته است. دین فیشر، سخنگوی وزارت امور خارجه آمریکا این خبر را تأیید کرد و تأکید کرد که اسرائیل باید در جنگ، بی‌طرفی را رعایت کند. او اذعان کرد که دولت متبوعش بارها اعتراض خود را به آریل شارون، وزیر دفاع اسرائیل ابلاغ کرده است. برخی منابع، میزان فروش تسلیحاتی اسرائیل به ایران را تا ۲٫۵ میلیارد دلار نیز تخمین زده‌اند. برخی دیگر، تسلیحات فروخته‌شده به ایران توسط اسرائیل را در آن زمان، سالی ۵۰۰ میلیون دلار برآورد کرده‌اند. این میزان در سال ۱۹۸۱ حدود ۱۳۶ میلیون دلار و در سال ۱۹۸۳ حدود ۲۱ میلیون دلار برآورد شده است که با فروش نفت ایران به اسرائیل و با مطلع بودن رونالد ریگان از این موضوع خریداری شد. برخی منابع حاکی از آن است که ایران پس از آغاز جنگ، تا ۸۰٪ تسلیحات مورد نیاز خود را از اسرائیل خریداری نمود.
ایران در تمام مدت جنگ و پس از آن، هرگونه خرید اسلحه و غیره از اسرائیل را البته به‌شدت تکذیب نمود، بطوری‌که سید روح‌الله خمینی در سخنرانی ۲۴ اوت ۱۹۸۱ به‌شدت این اخبار را مورد انتقاد قرار داد و گفت «ما اصلاً آن‌ها را داخل آدم حساب نمی‌کنیم» و این مطالب را ادعاهای «ضدانقلاب» خواند. یک مقام سابق اسرائیلی که در رأس این برنامه بوده است به روزنامه نیویورک تایمز گفت که: "ما سلاح‌های آمریکایی را به‌طور مخفیانه به ایران می‌فرستادیم. کشتی‌های حاوی سلاح که از بندر ایلات عازم بندرعباس می‌شد را در دانمارک یا لیبریا ثبت کرده بودیم.
با این‌حال ارسال سلاح از اسرائیل به ایران در ماجرای مک‌فارلین به تأیید مقامات ایرانی رسیده است. اکبر هاشمی رفسنجانی فرماندهٔ وقت شورای عالی دفاع این را تأیید کرده که بخش از سلاح‌های دریافتی ایران در ماجرای مک‌فارلین از اسرائیل می‌آمده اما مدعی بی‌اطلاعی مقامات ایرانی از این موضوع شده است. وی در سال ۱۳۸۵ در گفتگویی با روزنامه همشهری گفت: «... اسرائیلی‌ها دستشان در کار بود و بعدها متوجه شدیم بعضی از محموله‌ها از انبارهای آمریکا در اسرائیل می‌آمد. یک بار محمولهٔ گلوله‌های هاگ [موشک هاوک] به فرودگاه رسیده بود؛ نیروهای ما دیدند مارک اسرائیل روی آن است. همان‌جا نگه داشتند. گفتیم ما از اسرائیل نمی‌خواهیم و آمریکایی‌ها باید از خودشان بدهند. بالاخره محمولهٔ دیگری آوردند و محمولهٔ اسرائیل را برگرداندند. ما آن‌جا با قدرت حرف می‌زدیم و آن‌ها هم گوش می‌کردند.» به‌گفتهٔ حسین شیخ‌الاسلام، قائم‌مقام وقت وزارت امور خارجه، ایران در قالب مذاکرات مک‌فارلین از منابع تسلیحاتی آمریکا در اسرائیل موشک‌های تاو و هاوک دریافت کرد که فتح فاو بدون آن‌ها ناممکن بود.
در ماه مهٔ ۱۹۸۲، آریل شارون در مصاحبه‌ای با شبکهٔ ان‌بی‌سی آمریکا اعتراف به فروش اسلحه به ایران کرد و گفت:
دلیل فروش اسلحه به ایران برای ما این است که پنجرهٔ کوچکی برای احتمال برقراری روابط دوستانه میان دو کشور را برای آینده باز گذاشته باشیم.
آریل شارون، شیمون پرز، و بسیاری دیگر از دولتمردان اسرائیلی، این سیاست را زادهٔ دکترین پیرامون می‌دانستند.

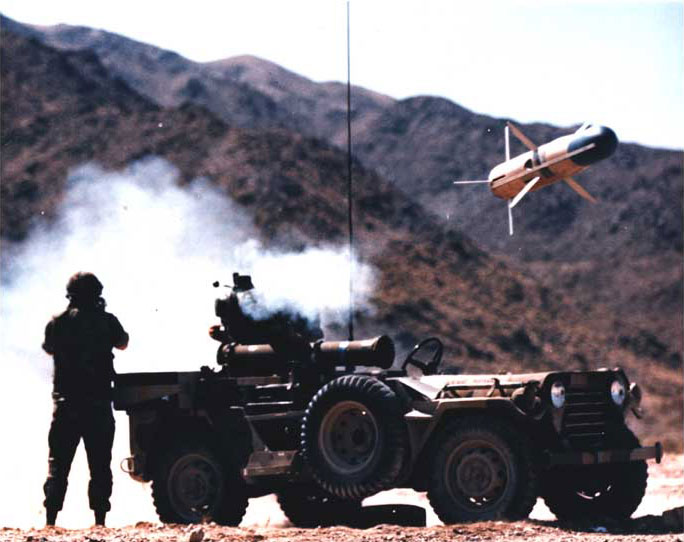
یک نمونه از موشک ضدتانک تاو که به ایران فروخته شد.

برخی تسلیحات فروخته‌شده به ایران در این مدت عبارت بودند از:
- ۲۰۰۸ عدد موشک تاو که در ماجرای مک‌فارلین دریافت شد.
- ۲۶۰ موشک هاوک در ماجرای مک‌فارلین[۴۰]
- ۲۵۰ قطعه یدک تایر فانتوم اف-۴
- ۳۶۵ تُن قطعات و مهمات تانک ام-۶۰[۱][نیازمند منبع]
- قطعات یدکی اف-۱۴ در مارس و آوریل ۱۹۸۱ و تعدادی موشک زمین به زمین لانس و ادوات توپخانه‌ای به ارزش ۱۳۵ میلیون دلار در سال ۱۹۸۳[۴۱]
- ۳۰۰ موشک ایم-۹ سایدوایندر در ماجرای مک‌فارلین
- و بیش از ۴۰۰۰ موشک از انواع دیگر[۴۲]

گزارش‌های دیگری نیز از فروش تسلیحات اسرائیل به ایران چه در مدت جنگ و چه بعد از آن نیز منتشر شدند.
اسرائیل از طریق بندرهای مختلفی نظیر هامبورگ، بانکوک، نتانیا، آمستردام و یکی از بندرهای بلژیک، کشتی‌های حاوی محموله‌های نظامی نظیر قطعات یدکی هواپیما، تانک و نفربر را برای ایران ارسال می‌کرد.

## فروش نفت ایران و تبادل سلاح

مارک ریچ تاجر اسرائیلی-سوئیسی تنها فردی بود که نفت ایران را در سال‌های ۱۹۷۹ تا ۱۹۹۵ در بازارهای جهانی عرضه می‌کرد.

مارک ریچ دلال بین‌المللی اسرائیلی-سوئیسی نفت نیز در فروش اسلحه توسط اسرائیل به ایران نقش مهمی داشت. بر اساس گفتهٔ مارک ریچ در کتاب پادشاه نفت که زندگی‌نامهٔ وی است، او نفت ایران را به اسرائیل ارسال می‌کرده است و در قبال نفت برای ایران اسلحه تهیه می‌نموده است. این کار به کمک دفتر شرکت گلنکور در تهران انجام می‌شد و مارک ریچ بین سال‌های ۱۹۷۹ تا ۱۹۹۵ تنها دلال نفت ایران بود. مارک ریچ در کتاب خاطرات خود بیان کرده است که بدون کمک شرکت گلنکور شرکت ملی نفت ایران قادر به هیچ کاری نبود. او رابطه‌ای صمیمی و نزدیک با خمینی داشت و بر اساس نوشتهٔ وی او نفت ایران را از طریق یک خط لوله مخفی به اسرائیل ارسال می‌کرد. به دلیل شکستن تحریم‌های ایران توسط مارک ریچ دولت آمریکا وی را مجرم شناخت و او سال‌ها در لیست مهم‌ترین افراد تحت تعقیب اف‌بی‌آی بود تا اینکه بیل کلینتون در روز آخر ریاست جمهوری خود وی را مورد عفو قرار داد. دو رئیس سابق موساد، اونر عزولای و شبتای شاویت هر یک به بیل کلینتون نامه نوشته و درخواست عفو مارک ریچ را نموده بودند.

## راهنمایی نظامی
بر اساس نوشتار جان بلوچ، اسرائیل در تمام مدت جنگ ایران و عراق، راهنمایی نظامی به ایران می‌کرد. در تمام طول جنگ ایران بیش از ۱۰۰ نظامی اسرائیلی در کمپی مخفی در شمال تهران حضور داشتند و فرماندهان نظامی ایرانی را راهنمایی می‌کردند. این حضور اسرائیلی‌ها حتی پس از پایان جنگ نیز ادامه یافت. جان بلوچ نوشته است که بدون کمک اسرائیلی‌ها هواپیماهای ایرانی قادر به پرواز نبودند و به‌دلیل اعدام و فرار فرماندهان رده بالا، نیروی هوایی ایران به‌طور تقریبی فلج شده بود.

## همکاری برای انهدام رآکتور هسته‌ای اوسیراک عراق
در اواخر دههٔ ۱۹۷۰ عراق یک رآکتور هسته‌ای کلاس «ازیریس» را از فرانسه خریداری کرد. اطلاعات نظامی اسرائیل این‌گونه تصور نمود که این کار با هدف تولید پلوتونیوم برای پیشبرد برنامهٔ جنگ‌افزارهای هسته‌ای عراق بوده است. همچنین اطلاعات نظامی اسرائیل تابستان سال ۱۹۸۱ را آخرین فرصت برای نابودی رآکتورها پیش از بارگیری سوخت هسته‌ای تعیین کرده بود. اسرائیل طی عملیات اپرا تأسیسات اتمی عراق را در سال ۱۹۸۱ پیش از دریافت سوخت هسته‌ای از شوروی منهدم ساخت.
اسرائیل در این عملیات از نقشه و اطلاعاتی بهره برد که توسط ایران به آن‌ها داده شده بود. به‌گفتهٔ آری بن مناشه (به انگلیسی: Ari Ben-Menashe) مقامات اسرائیلی و فرستادهٔ خمینی یک ماه قبل از این عملیات در پاریس جهت تبادل اطلاعات محرمانه با یکدیگر دیدار کردند که در آن حتی موافقت شد که در صورت بروز مشکل فنی در حین اجرای این عملیات، بمب‌افکن‌های اسرائیلی به‌طور مخفیانه در پایگاهی در تبریز فرود اضطراری نمایند.
ماجرای ایران–کُنترا (به انگلیسی: Iran Contra affair) که به «ماجرای مک‌فارلِیْن» و «ماجرای ایران‌گیت» نیز معروف است، یک رسوایی سیاسی است که در ایالات متحدهٔ آمریکا از ۲۰ اوت ۱۹۸۵ تا ۴ مارس ۱۹۸۷ (۲۹ مرداد ۱۳۶۴ – ۱۳ اسفند ۱۳۶۵) به‌مدت یک‌سال و نیم، در دور دوم ریاست‌جمهوری رونالد ریگان رخ داد. مقامات دولت ریگان به‌طور مخفیانه، با فروش تسلیحات به ایران، که در محاصرهٔ تسلیحاتی بود، کمک‌رسانی کردند. آن‌ها امیدوار بودند که بدین‌وسیله آزادی گروگان‌های آمریکایی را تضمین کرده و شورشیان کنتراهای نیکاراگوئه را تأمین بودجه کنند. تأمین بودجهٔ کنتراها از سوی دولت آمریکا بر اساس لایحه بولند، از سوی کنگره ممنوع اعلام شده بود.